# بولين هال (ممثلة)
بولين هال (بالإنجليزية: Pauline Hall)‏ هي راقصة وممثلة أمريكية، ولدت في 26 فبراير 1860 في سينسيناتي في الولايات المتحدة، وتوفيت في 29 ديسمبر 1919 في يونكيرس في الولايات المتحدة.

## وصلات خارجية
- بولين هال (ممثلة) على موقع IMDb (الإنجليزية)
- بولين هال (ممثلة) على موقع قاعدة بيانات برودواي على الإنترنت (الإنجليزية)